# Keurig Dr Pepper
Keurig Dr Pepper Inc. (tidligere Green Mountain Coffee Roasters (1981–2014) og Keurig Green Mountain (2014–2018)) er en amerikansk sodavands- og kaffeproducent. Fusionen blev mellem Keurig Green Mountain og Dr Pepper Snapple Group blev gennemført i juli 2018. Keurig Dr Pepper har over 125 varme og kolde drikke.